# Comparsa de Andaluces
Los Andaluces, conocidos comúnmente como Contrabandistas, son una de las catorce comparsas que participan en las Fiestas de Moros y Cristianos de la ciudad de Villena (España).

## Historia
Fundada por el alcoyano Antonio Ibañez Abad, residente en Villena por influencia de la Filá de Contrabandistas de Alcoy. Desfilaron por primera vez en 1923 a pesar de no haber solicitado permiso para ello al Ayuntamiento el año anterior. No obstante y debido a la celebración ese mismo año de la Coronación de la patrona de Villena, la Virgen de las Virtudes, la recién creada comparsa solicitó la dispensa para poder integrarse sin más demora en los festejos. 
De esta manera, y con trajes alquilados en Alcoy, la Comparsa de Andaluces hizo su debut el 5 de septiembre de 1923 participando en el desfile de la Entrada.
A finales de la década de 1980 apenas contaban con 170 socios pero con la entrada de la mujer en la fiesta en 1988, la Comparsa de Andaluces, sufrió un aumento de socios llegando pronto a superar los 1400.